# TGV-Weltrekordfahrten am 5. Dezember 1989 und 18. Mai 1990

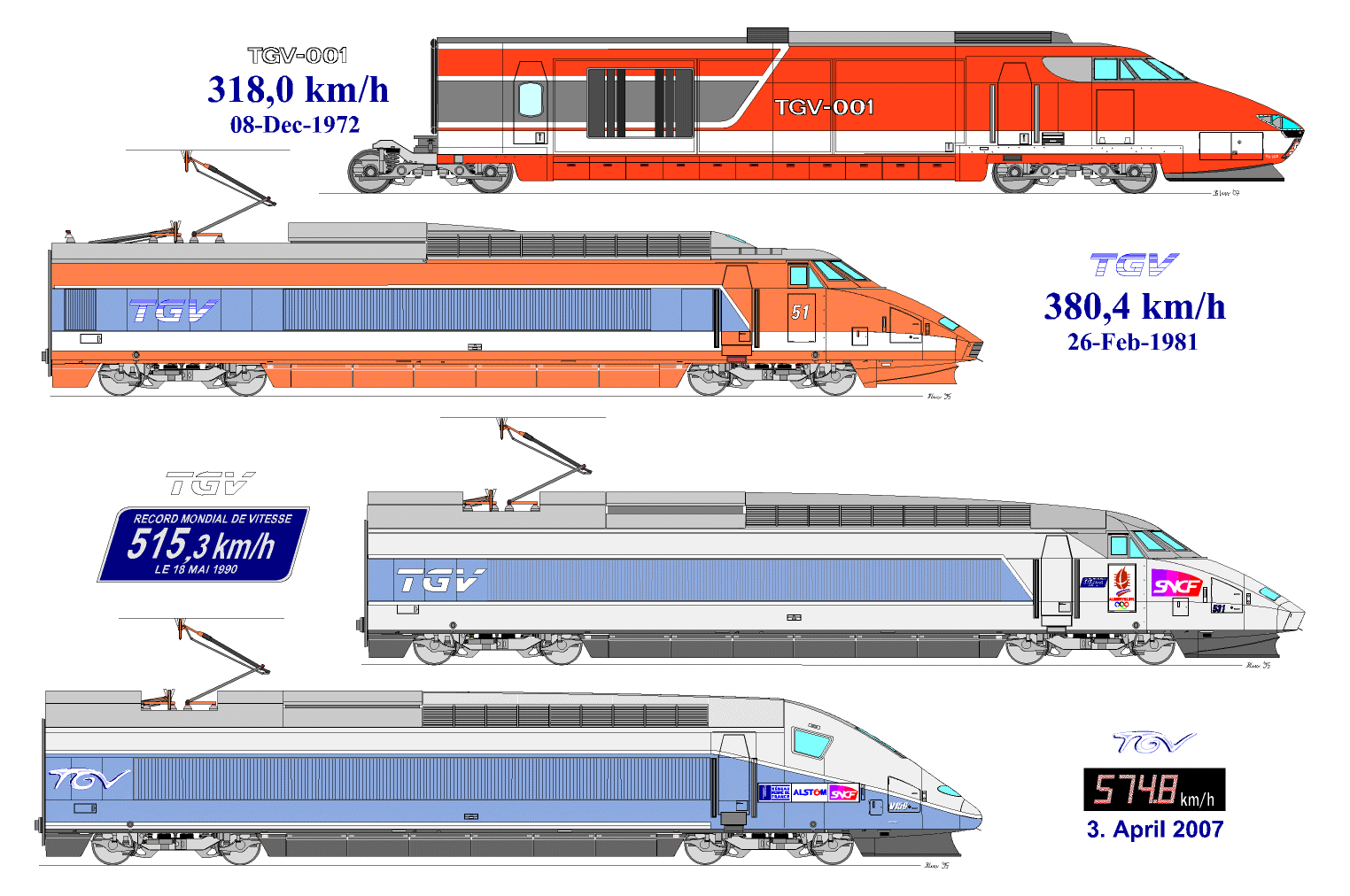
Vier französische Weltrekord-Triebzüge. Als dritter von oben ist ein Triebkopf des Weltrekordzuges von 1990 zu sehen.

Im Rahmen der TGV-Weltrekordfahrten am 5. Dezember 1989 und 18. Mai 1990 stellte ein französischer TGV-Höchstgeschwindigkeitszug auf der Schnellfahrstrecke LGV Atlantique mit 482,6 bzw. 515,3 km/h neue Geschwindigkeitsweltrekorde für konventionelle Schienenfahrzeuge auf.
Damit wurde das „Blaue Band der Schiene“, das im Rahmen der ICE-Weltrekordfahrt am 1. Mai 1988 (406,9 km/h) vorübergehend nach Deutschland gegangen war, von den französischen Ingenieuren zurückerobert. Die Rekorde von 1989 und 1990 wurden am 3. April 2007 im Rahmen der Rekordfahrt „V150“ durch einen modifizierten TGV-Zug mit 574,8 km/h weiter erhöht.

## Geschichte

### Hintergrund
Seit dem im Rahmen der Weltrekordfahrten der SNCF am 28./29. März 1955 mit 331 km/h aufgestellten Rekord, der 1981 durch einen TGV auf 380 km/h gesteigert wurde, hielt Frankreich den Weltrekord für Schienenfahrzeuge über 28 Jahre ohne Unterbrechung. Als die damalige Deutsche Bundesbahn am 1. Mai 1988 den Geschwindigkeitsrekord für Schienenfahrzeuge auf 406,9 km/h angehoben und nach Deutschland geholt hatte, mangelte es der SNCF zunächst an einer geeigneten Garnitur für Fahrten in diesem Geschwindigkeitsbereich.
Daraufhin wurde die TGV-Süd-Ost-Garnitur 88 im Ausbesserungswerk Bischheim für Fahrten mit sehr hoher Geschwindigkeit umgerüstet. Dabei erhielten die Triebköpfe der Garnitur 88 u. a. größere Räder, die Zahl der Mittelwagen wurde auf fünf reduziert. Die Garnitur sollte in dieser Konfiguration Geschwindigkeiten bis zu 420 km/h erreichen. Bei zwei Testfahrten auf der LGV Atlantique erreichte der Triebzug im Oktober und November 1988 Höchstgeschwindigkeiten von jeweils 365 km/h.

### Inoffizielle Rekordfahrten
Zwischen dem 5. und 9. Dezember 1988 durchbrach der Zug auf der LGV Sud-Est schließlich, im Bereich von Sambourg-Tonnerre, neunmal die 400-km/h-Marke. Am 12. Dezember selben Jahres stellte der Zug mit 408,4 km/h den deutschen Rekord vom 1. Mai selben Jahres inoffiziell ein. Der französische Verkehrsminister Michel Delebarre brach daraufhin das Versuchsprogramm zunächst ab und wies die Beteiligten an, Stillschweigen über die inoffizielle Rekordfahrt zu bewahren und als höchste erreichte Geschwindigkeit 405 km/h anzugeben. Es sollte nicht im selben Jahr, in dem beim Zugunglück im Gare de Lyon 56 Menschen gestorben waren, ein neuer Weltrekord auf Schienen aufgestellt werden. Darüber hinaus galt auch das zu dieser Zeit gespannte Verhältnis zu Eisenbahn-Gewerkschaften als Grund für die Verzögerungen.

### Erste Rekordfahrt (5. Dezember 1989)

#### Vorbereitungen
Im Laufe des Jahres 1989 verdichteten sich die Hinweise auf Planungen für eine neue Rekordfahrt, in denen der deutsche Rekord offiziell deutlich überboten werden sollte. Im September 1989 kamen in der französischen Presse Gerüchte über eine geplante Rekordfahrt mit 445 km/h auf, die von der SNCF dementiert wurden. Zwei Monate später wurde schließlich bekannt, dass im Bahnbetriebswerk Châtillon eine TGV-Atlantique-Garnitur für eine Rekordfahrt umgebaut wurde. Das Projekt erhielt den Codenamen TGV 117, für 117 Meter pro Sekunde (= 421 km/h). Die Geheimhaltung des Projektes ging so weit, dass Testfahrten zur Überprüfung der Fahrzeugausrüstung nur nachts erfolgten.
Ab 23. November 1989 wurde eine Serie von vorbereitenden Versuchsfahrten mit der TGV-Garnitur 308 gefahren. Am 30. November begannen, mit der späteren Rekord-Garnitur 325, Versuchsfahrten im hohen Geschwindigkeitsbereich. Pro Tag waren dabei drei Fahrten vorgesehen, wobei nach jeder Fahrt umfangreiche Messdaten ausgewertet wurden und die Höchstgeschwindigkeit immer weiter hochgetastet wurde. Bei der ersten dieser Messfahrten wurde bereits die TGV-Bestmarke von 380 km/h aus dem Jahr 1981 erreicht.
Am 1. Dezember 1989 stellte der Triebzug mit 442,6 km/h den deutschen Rekord vom 1. Mai 1988 nochmals inoffiziell ein. Auf den beiden folgenden Fahrten wurden mit Geschwindigkeiten von 463 und 473 km/h die Bestmarke weiter erhöht. Eine noch höhere Geschwindigkeit wurde von dem Fahrzeug zunächst nicht erreicht, nachdem am 4. Dezember bei 463 km/h ein Stromkreisunterbrecher ausgelöst hatte.

#### Ablauf der Rekordfahrt
Am 5. Dezember, gegen 7:30 Uhr, zog der Triebzug 308 den Rekordzug 325 aus dem Bahnbetriebswerk in Châtillon – der Rekordzug war ohne Gleichstrom-Stromabnehmer nicht in der Lage, das kurze Stück zwischen dem Gare Montparnasse und dem Beginn der Schnellfahrstrecke mit eigenem Antrieb zu fahren.
Als Startpunkt für die Rekordfahrt war Dangeau, 114 km von Paris entfernt, vorgesehen. Zunächst wurde dabei die Garnitur 308 mit 350 km/h vorausgeschickt, um die Funktionsfähigkeit von Gleis und Oberleitung zu prüfen. Nachdem die Garnitur am Ende der Teststrecke angekommen war, übermittelte der Vorzug dem wartenden Triebzug 325 die Abfahrtserlaubnis.
Der für die Weltrekordfahrt vorgesehene Triebzug nutzte anschließend den zu dieser Zeit bereits in Betrieb genommenen Nordabschnitt der LGV Atlantique zum Anfahren. Mit einer Ausnahmegenehmigung durfte er dabei auch Weichen mit Geschwindigkeiten von über 300 km/h befahren.
Am Anfang des speziell präparierten Testabschnitts, bei Courtalain (ca. Km 111), hatte der Triebzug bereits eine Geschwindigkeit von 363 km/h erreicht. Bei Km 149,5 wurde Tempo 450 erreicht, bei Km 166 eine Geschwindigkeit von 480 km/h. Beim Kilometer 166,6, um 11:47 Uhr, erreichte der Triebzug mit 482,6 km/h die neue Bestmarke. Beim Kilometer 169 erhielt der Lokführer den Auftrag, den Antrieb abzuschalten. Der Zug setzte daraufhin seine Fahrt noch bis nach Vernou-sur-Brenne fort.
Insgesamt benötigte der Triebzug sechs Minuten bzw. 22 km, um eine Geschwindigkeit von 400 km/h zu erreichen. Mehr als 400 km/h standen über 45 Kilometer auf dem Tacho, mit über 450 km/h war der Zug 22 Kilometer unterwegs. Unterstützend wirkte sich ein leichter Nordwind von 5 km/h aus, als widrig galt dagegen die kalte (und daher dichtere) Luft in einem durchfahrenen Hochdruckgebiet. An Bord des Rekordzuges waren 50 Techniker und Ingenieure von SNCF und GEC-Alsthom. Darunter waren auch die beiden leitenden Ingenieure des TGV Atlantique und der stellvertretende Generaldirektor der SNCF (der die Verantwortung für die Rekordfahrt trug).
Mit der Höchstgeschwindigkeit von 482,6 km/h überbot die SNCF nicht nur den ICE-Rekord von 1988 offiziell. Der 410-km/h-Rekord, den ein experimentelles Schienenfahrzeug im August 1974 in Pueblo (USA) erreicht hatte, wurde ebenso überboten wie der 428-km/h-Rekord des Luftkissenfahrzeuges Aérotrain von März 1974.
Unmittelbar nach Abschluss der Rekordfahrt startete ein Hubschrauber mit Filmaufnahmen der Rekordfahrt nach Paris. Am Abend wurde eine Pressekonferenz abgehalten, auf der sich Journalisten wütend zeigten, dass sie erst nach Ende der Rekordfahrt von dieser erfuhren. Um die Kritik zu besänftigen, wurde zwei Tage später eine Fahrt für Journalisten angeboten, auf der 471,1 km/h erreicht wurden. An Bord waren dabei auch Verkehrsminister Delebarre, Forschungsminister Herbert Curien und der südkoreanische Botschafter in Frankreich, Han Woo Suk. (Bereits wenige Tage zuvor hatte es eine Sonderfahrt für den Südkoreanischen Präsidenten Roh Tae Woo mit 300 km/h gegeben, dessen Land in dieser Zeit eine Hochgeschwindigkeitsstrecke von Seoul nach Busan einschließlich entsprechender Hochgeschwindigkeitszüge plante.) François Lacôte, der maßgeblich für die Rekordfahrt mit verantwortlich war, sagte dabei, Geschwindigkeiten von über 500 km/h lägen im Bereich des Möglichen.

### Zweite Rekordfahrt (18. Mai 1990)

#### Vorbereitungen
Nachdem die Messwerte der ersten Rekordfahrt Spielraum für noch höhere Geschwindigkeiten erkennen ließen, absolvierte die Garnitur 325 im Dezember 1989 weitere Versuchsfahrten, um die Grenzen des Hochgeschwindigkeitsverkehrs zu sondieren.
Die Garnitur 325 wurde anschließend wieder ins Betriebswerk Châtillon überführt, wo sie im Februar 1990 weiteren technischen Veränderungen unterzogen wurde. Es folgten zahlreiche Versuchsfahrten. Als Datum der zweiten Rekordfahrt wurde zunächst der 8. März 1990 vorgesehen. Dieser Termin konnte nicht gehalten werden, nachdem der speziell hergestellte Transformator im hinteren Triebkopf am 5. März explodiert war und die Garnitur beschädigt hatte. Am 9. März wurde die Rekordfahrt offiziell auf unbestimmte Zeit verschoben.
Zunächst wurde ein Standardtransformator eingebaut, während eine weitere Spezialanfertigung im Bau war und der Schaden untersucht wurde. Am 4. Mai überschritt die Garnitur 325 dann ihren eigenen Rekord mit 485 km/h inoffiziell. Am 9. Mai wurde die 500-km/h-Marke mit einer Höchstgeschwindigkeit von 501,6 km/h erstmals inoffiziell durchbrochen. Am folgenden Tag kam es zu Schwierigkeiten an den Stromabnehmern, die zu einem Austausch einer Reihe von Komponenten führten. Darüber hinaus wurde die mechanische Spannung der Oberleitung nochmals geringfügig erhöht. Am 16. Mai 1990 wurde die Höchstgeschwindigkeit auf 510,8 km/h gesteigert. Aufgrund der anstehenden Vorbereitungen für die kommerzielle Inbetriebnahme, die im September 1990 stattfinden sollte, blieben zu diesem Zeitpunkt für weitere Höchstgeschwindigkeitsfahrten nur noch wenige Tage Zeit. Dabei wurde die Entscheidung getroffen, eine letzte Schnellfahrt zu organisieren, die im Rampenlicht der Öffentlichkeit stattfinden sollte.
Am 17. Mai 1990 wurden mehr als 100 Journalisten eingeladen, der Rekordfahrt beizuwohnen. Sie wurden am folgenden Tag mit einem Sonderzug zu einer Brücke beim Streckenkilometer 167,5 gebracht. Von dort konnte die Strecke bis etwa Kilometer 163,5 überblickt werden. Über eine Funkverbindung und Lautsprecher konnten die Journalisten die Vorbereitungen an Bord der Garnitur 325 verfolgen.
Der blau-silber lackierte Zug ließ im Hochgeschwindigkeitsbereich Funken aus dem Stromabnehmer schlagen und wirbelte hinter sich eine Staubwolke auf. Unter dem Jubel an der Strecke stehender Menschen ging man zunächst davon aus, der Zug habe eine Höchstgeschwindigkeit von 517 km/h erreicht – diesen Wert hatte ein unbemanntes japanisches Magnetschwebefahrzeug bereits im Jahr 1979 erreicht. Wenige Minuten nach dem Erreichen der Höchstgeschwindigkeit wurde der offiziell gemessene Wert von 515,3 km/h bekanntgegeben. Diese Geschwindigkeit war um 10:08 Uhr beim Streckenkilometer 166,8 (südlich des Bahnhofs Vendôme) erreicht worden. Der Weltrekordzug fuhr wenig später laut pfeifend in den Bahnhof von Vendôme ein.

## Fahrzeugkonfiguration
Für die erste Rekordfahrt wurde die TGV-Atlantique-Garnitur 325 ausgewählt und auf vier Mittelwagen verkürzt. Der Zug umfasste dabei einen Messwagen, einen Wagen mit Bar und Konferenzbereich sowie zwei Wagen zweiter Klasse. Der Rekordzug umfasste zahlreiche technische Modifikationen, etliche Komponenten waren speziell für die Rekordfahrten ausgesucht und ausgetauscht worden. Die damalige Pressearbeit der SNCF bezeichnete den Triebzug stets als regulären TGV-Zug. Dies stimmte insofern, als die Triebköpfe und Wagen später wieder im Fahrgastbetrieb verwendet werden würden.
Der Durchmesser der Räder an den Triebköpfen wurde für die erste Rekordfahrt von 920 auf 1050 mm erhöht. Das Übersetzungsverhältnis wurde dahingehend geändert, dass bei 4000 Umdrehungen pro Minute eine Geschwindigkeit von 400 statt 300 km/h erreicht werden konnte. Die verwendeten Achslager waren auf einem TGV auf der LGV Sud Est über 10.000 km eingefahren worden, die Übersetzungen waren in einem Versuchslabor der SNCF ausführlich getestet worden. Jedes Drehgestell erhielt Schlingerdämpfer, die seitlichen Dämpfer wurden für die Aufnahme höherer Kräfte eingestellt. In den Luftbälgen der Sekundärfederung wurde der Luftdruck erhöht, um stärkere Rucke kompensieren zu können. Die dadurch hervorgerufene Anhebung der Mittelwagen um etwa einen Zentimeter verkleinerte den Höhenunterschied zwischen den erhöhten Triebköpfen und den Wagen.
Im elektrischen Teil wurde die Ausgangsleistung des Netztransformators angehoben, die Leistung der Synchron-Motoren von je 1100 auf je 1500 kW gesteigert. Die Dauernennleistung der Maschine lag damit bei 12.000 kW. An einem Triebkopf waren beide Stromabnehmer entfernt und durch aerodynamische Verkleidungen ersetzt worden, am anderen Triebkopf blieb nur noch der 25-kV-Stromabnehmer auf dem Dach.
Auch die Bremsen wurden überarbeitet. Die Bremsscheiben an den nicht angetriebenen Achsen wurden für eine höhere Bremskraft eingestellt, die Bremswiderstände wurden überarbeitet, um Wärme effektiver ableiten zu können.
Die Garnitur 325 erhielt darüber hinaus eine Vielzahl von Überwachungseinrichtungen, insbesondere, um die einwirkenden Kräfte überwachen und aufzeichnen zu können. Messgeräte zeichneten dabei unter anderem die von den Rädern auf das Gleis ausgeübten Kräfte und die Temperaturen an Fahrmotoren, Achslagern und anderen Komponenten auf. Zwischen dem hinteren Triebkopf und dem benachbarten Mittelwagen wurde ein Radar eingerichtet, eine Kamera mit Videorekorder überwachte den Stromabnehmer, weitere Kameras hielten den Führerstand und das Innere des Messwagens im Blick.

### Änderungen für die zweite Rekordfahrt
Für die zweite Rekordfahrt wurde der Wagenpark auf drei Mittelwagen verkürzt, um das Kraft-Masse-Verhältnis weiter zu verbessern. Der Durchmesser der Triebkopf-Räder wurde um 40 mm auf 1.090 mm erhöht und der Luftwiderstand des Triebzuges durch verschiedene Maßnahmen um weitere zehn Prozent gesenkt.

## Strecke
Für die Rekordfahrt wurde ein südliches Teilstück der LGV Atlantique ausgewählt. Es begann unweit des Abzweigs von Courtalin, bei Dangeau, 114 km von Paris entfernt. Die Teststrecke endete in St Cyr-du-Gault und schloss eine lange Gefällestrecke mit ein.
Der minimale Kurvenradius lag, am nördlichen Ende des Streckenabschnitts, bei 6.000 Metern und erreichte im Höchstgeschwindigkeitsabschnitt Radien von 15.000 Metern. Eine kleine Brücke über die Navail wurde speziell verstärkt.
Für die Rekordfahrten war das Gleis nachgestopft und nivelliert worden. Schotterstücke am Gleisrand wurden zur Vermeidung von Schotterflug entfernt. Die Kraft, mit der der Fahrdraht gespannt wurde, war von 20 auf 27 kN erhöht worden, die elektrische Spannung von 25 auf 28 kV. Anfang Dezember 1989 wurde die Fahrdrahtspannung auf 28 kN erhöht, um Transversalwellen zu verhindern und damit die für den Stromabnehmer kritische Geschwindigkeit oberhalb der Marke von 500 km/h hinaus zu überschreiten. Anfang Mai 1990 wurde die Spannung des Fahrdrahtes nochmals geringfügig gesteigert.
Ebenso wie am Zug wurden an der Strecke zahlreiche Messinstrumente installiert. So überwachten Sensoren die Gleislage, den Lärmpegel und die Geschwindigkeit des Zuges.

## Quelle
- Der endgültige Triumph. In: Murray Hughes: Die Hochgeschwindigkeits-Story. alba-Verlag, Düsseldorf 1994, ISBN 3-87094-151-0, S. 217–226